# Mediekonvergens
Mediekonvergens innebär olika former av likriktning och sammanslagning mellan olika medieformer. De tre kategorierna man brukar använda sig av är teknologi, innehåll och ägande.
Den teknologiska mediekonvergensen handlar om hur olika medieområden och dess användningsområden slås samman. Det här kan exempelvis vara tjänster som möjliggör TV-tittande genom internet, internetsurfande genom TV:n eller filmtittande genom mobilen.
Innehållsaspekten kan ses som en konsekvens av modern teknologi, och syftar främst på hur innehållet i medieformer går ihop med andra. Ett USB-minne kan till exempel innehålla både stillbilder, musik och text blir därför en konvergens av olika medieformer istället för att dess innehåll ska kunna placeras i en enskild kategori.
Man brukar även tala om en konvergens och en likriktning när det gäller ägande och företagsstrukturer. Ett bokförlag och ett skivbolag med en gemensam ägare är ett exempel på en sådan konvergens.